# Spencer Mandy
Spencer Mandy es un deportista canadiense que compitió en taekwondo. Ganó una medalla de plata en el Campeonato Panamericano de Taekwondo de 1998, en la categoría de –83 kg.

## Palmarés internacional
| Campeonato Panamericano | Campeonato Panamericano | Campeonato Panamericano | Campeonato Panamericano |
| Año                     | Lugar                   | Medalla                 | Categoría               |
| ----------------------- | ----------------------- | ----------------------- | ----------------------- |
| 1998                    | Lima (Perú)             | Medalla de plata        | –83 kg                  |